# Green River (Utah)
Green River város az Amerikai Egyesült Államok Utah államában, Emery megyében. Lakosainak száma 847 fő (2020. április 1.).

## Közlekedés
Az Amtrak, az országos személyszállító vasúttársaság, Green River állomásra is közlekedik, a California Zephyr járat naponta közlekedik mindkét irányban Chicago és a kaliforniai Emeryville között.
Az Interstate 70, valamint az U.S. 6, U.S. 191 és U.S. 50 szintén áthalad Green Riveren.

## Népesség
| 2010 | 952 |
| 2020 | 847 |